# 森下悠里
森下 悠里（もりした ゆうり、1985年1月30日 - ）は、日本のタレント、女優、歌手、元グラビアアイドル。東京都八王子市出身。

## 経歴
父親は埼玉県、母親は東京都出身で実家は埼玉県。小学校までは八王子と埼玉で育ち、小学校6年間は埼玉県で育った。中学校からは広島県賀茂郡の中高一貫の全寮制学校に進学し、高校卒業までの6年間は広島で育った。高校は非常に厳格なキリスト教系（プロテスタント）の女子校だった。高校卒業後　知人に誘われNASAエンターテインメントの立ち上げとともに入社。デビュー前には、銀座の高級クラブや六本木のキャバクラでアルバイト経験があり、ひと月の最高で売上げ2000万を出す等、No.1になった実績がある。その後、読者モデルなどでグラビアは『HIP&LIP』の表紙でデビューした。現在はASCHE（アッシュ）に所属する。
2017年6月16日、同月8日に一般男性と結婚していたことを明らかにした。結婚に伴いグラビアアイドルを卒業、同年7月20日発売のイメージDVD『秘密交際』が最後のグラビアとなった。同年9月29日、ラジオ番組『金曜ブラボー。』（ニッポン放送）で第1子妊娠を報告、これに伴い同番組を同年10月13日の放送を以って卒業することとなった。2018年2月25日、第1子女児の出産を報告。

## 年表
2003年
- 東京モーターショー ジャガーモデル[15][16]。

2004年
- Docomo キャンペーンガール
- TOYOTA イベントモデル
- フォトエキスポ NIKON イベントモデル
- JobAIDEM のテレビCMにも出演
- 2004年度 日本さくらの会候補生

2005年
- 東京オートサロン ベイルサイドモデル[15][17]。
- 東京モーターショー パイオニア イベントモデル
- 跡見学園女子大学短期大学部家政科食物専攻卒。
- 8月、「日刊ゲンダイ」の“@失礼します”というコーナーに登場。人気投票で1位を獲得してDVD「日刊ゲンダイ@失礼します: Vol.3」[15] を発売
- 9月、テレビ東京系深夜番組『OUT★PUT』のグラビアアイドル・オーディション出演。人気投票1位になる[4]

2006年
- グッドウィル mobaito.com TVCM出演
- 初主演ケータイシネマ「HEART BEAT FREAKS」公開[18]。

2007年
- 7月、CD「ゆうりずむ〜セクシー★遊戯〜」発売[19]

2009年
- 『MEN＆MAN〜男たちのSADAME〜』で舞台初出演。

2015年
- 出演した映画『W〜二つの顔を持つ女たち〜』の主題歌として、TOMOROの作詞作曲・プロデュースで「ROPPONGI DREAM 〜W REMIX〜 feat.加弥乃,梅本静香,多岐川華子,桜のどか,岸明日香,森下悠里」にフィーチャリング参加。[20][21]

2017年
- 6月8日、一般男性と結婚。
- 9月29日、第1子妊娠を報告。

2018年
- 2月25日、第1子女児の出産を報告した[13][14]。

## 人物
- 3人兄弟で6歳と3歳年上の2人の兄がいる[2][22]。次兄は学生時代にモデルをしており、タイでは次兄が出た広告のラッピングバスがあったという[8]。この兄2人と両親も森下と同じ広島の中高一貫に通い、両親はこの学校で出会ったと話している[2][5]。過去の雑誌インタビューやネットでは広島県出身とするケースもある[23][24]。この学校は非常に自然豊かな環境で「熊が朝ゴミを漁っていた」「タヌキの子供をカバンに入れて教室に持ち込んだ」などという内容で話すことが多い[2][22]。
- 「J君」という名前のキャバリアキングチャールズスパニエルを飼っている。
- 憧れの人は、チャン・ツィイー、川原亜矢子、SHIHO、安室奈美恵[25]。
- 元所属事務所NASAエンターテインメントの公式プロフィールによると、スリーサイズは2006年2月のB88cm・W58cm・H84cm[26] から、現在のB90cm・W55cm・H90cm[27] と変化している。デビュー当時のヒップは79cmだったが[28]、20歳になってから急激に大きくなり現在のサイズになった[8]。2013年9月4日の『今夜くらべてみました』にて服の上から実測したところ、B84cmと大きく差があったことがわかった。第一子を出産してからはIカップになった[29]。
- 趣味は人間観察、料理[30]。秘書技能検定二級、パソコン技能検定2種二級、サービス接遇検定三級、ビジネス実務マナー技能検定二級、温泉ソムリエ日本化粧品検定1級などの民間資格取得[27]。

### エピソード
- デビュー当時は黒髪のショートカットがトレードマークだったが、2009年公開の映画『今日からヒットマン』の役作りのために髪を伸ばして明るい色に染めた[31]。その後は黒髪に戻したが、髪は更に伸びて[32] ロングヘアになった。2013年1月に髪を切ってショートカットに戻った。
- デビュー前は銀座の高級クラブなどでアルバイト経験があり、NO1になった実績もある[33]。
- 宇宙戦艦ヤマトの大ファン[34]。

## 出演

### テレビドラマ
2000年代
- 失踪HOLIDAY（2007年） - マリア
- チョコミミ（2007年） - ハルナ先生（登場は第2クールから）
- クッキングパパ（2008年）  広田けいこ
- ザ・プロローグ ぬくみ〜ず7「北京飯店」（2008年）
- 仮面ライダーW（2009年） - 麻生冬実

2010年代
- 緑川警部 VS 殺人トランプ（2011年） - 夏八木レナ
- LOVE理論（2015年） - マユミ
- 重版出来! 第3話（2016年） - ホステス

### 映画
2000年代
- 妄想少女オタク系（2007年） - 千葉由紀
- 秘密潜入捜査官 ハニー&バニー（2007年） - バニー
- 劇場版カブキングZ（2008年）
- 平凡ポンチ（2008年） - 中村ヒナ
- ギララの逆襲/洞爺湖サミット危機一発（2008年） - 通訳の女8
- 秘密潜入捜査官 ワイルドキャッツ in ストリップ ロワイアル（2008年6月28日公開[35]） - バニー
- 今日からヒットマン（2009年） - ちなつ
- Blood（2009年） - メイド
- ヨムトシヌ DEATH COMIC PART1（2009年）
- ヨムトシヌ DEATH COMIC PART2（2009年）
- 女神戦隊ヴィーナスファイブ（2009年） - 三原ヨーコ/レッドヴィーナス
- 長髪大怪獣ゲハラ（2009年）

2010年代
- 人生逆転ゲーム（2010年） - 本城佐紀
- くノ一忍法帖 影ノ月（2011年） - 真壁右京
- HOTEL FLOWERS（2011年） - ヨーコ
- 前橋ヴィジュアル系（2011年） - キャバクラ嬢のミミ
- 映画版 ふたりエッチ（2011年） - 小野田優良
- 映画版 ふたりエッチ セカンド♥キッス（2011年） - 小野田優良
- 映画版 ふたりエッチ トリプル♥ラブ＆ラブ♥フォーエバー（2012年） - 小野田優良
- フェルメールの憂鬱（2012年） - カヲリ
- 人生奪回ゲーム（2012年） - 本城佐紀 ※『人生逆転ゲーム』の続編
- 情事（2013年） - 篠原絵里子
- インターミッション（2013年） - ユウリ
- 新大久保物語（2013年）
- ハニー・フラッパーズ（2014年） - 亜里沙
- アイアンガール ULTIMATE WEAPON（2015年）[36] - ジュリア
- W〜二つの顔を持つ女たち〜（2015年） - 藍染モナ
- ...and LOVE（2017年）

### Vシネマ
2000年代
- グラビアヒロイン アイドル退魔師SHIZURU（2006年）
- ワンオブナインくノ一 - グラビアヒロインマガジンVol.2付録DVD（2007年）
- 水着スパイ〜SPY GIRLS〜（2007年）
- まいっちんぐマチコ先生 Go!Go! 家庭訪問!!（2007年） - 麻衣マチコ
- オーバーヒート 輝きの先に（2007年）
- 絶対やせる 電エース 宇宙大怪獣ギララ登場! 宇宙怪獣小進撃!（2008年）
- まいっちんぐマチコ先生 ビバ! モモカちゃん!!（2008年） - 麻衣マチコ

2010年代
- 極道刑務所1・2（2014年） - 千野麻里
- YOKOHAMA BLACK シリーズ（2017年 - 2018年） - クラブのママ 伊勢崎里穂
  - YOKOHAMA BLACK3（2017年12月、オールインエンタテインメント）[37]
  - YOKOHAMA BLACK4（2017年12月、オールインエンタテインメント）[38]
  - YOKOHAMA BLACK5（2018年6月、オールインエンタテインメント）[39]
  - YOKOHAMA BLACK6（2018年6月、オールインエンタテインメント）[39]

### ネットシネマ
- HEART BEAT FREAKS（2006年） - 主演

### テレビ番組
2005年
- OUT★PUT（9月 - 2006年3月、テレビ東京）

2006年
- デジ屋台（5月、TBS）
- ぶっコギ!（11月、日本テレビ）
- グラビアトークオーディション（11月、フジテレビ）
- 名作平積み大作戦（12月17日、NHK-BS2）
- 中山秀征の年忘れ!!女だらけのビリヤードバトル!!（12月27日、テレビ朝日）
- ピン子のウィークエンダーリターンズ（12月、日本テレビ）

2007年
- 大笑点（1月、日本テレビ）
- 週刊プレイガール（10月 - 2008年3月、テレビ朝日）
- マチコ先生（12月10日 - 13日、tvk）

2008年
- 草野キッド（9月3日、9月10日、10月15日、テレビ朝日）
- ロンドンハーツ 2008秋の3時間スペシャル（10月14日、テレビ朝日）
- テレ遊びパフォー!（10月22日、2009年2月25日、NHK総合）
- 水着スパイ（？年、MONDO21）
- 愛しのメロンパン（？年、テレ朝チャンネル） - 司会中尾彬、2代目アシスタント役
- パチンコ・パチスロ大冒険ジャンバリ〜黄金ホールに眠る秘宝〜（？年、サンテレビ）

2009年
- アリケン（第61・62回、7月・8月）

2010年
- 志村けんのバカ殿様（フジテレビ、腰元）
  - 初笑い!時代劇スペシャル（1月7日）
  - お待たせしました!!秋の大爆笑スペシャル（9月30日）
- 女優力（1月9日 - 3月27日 、日本テレビ）
- 志村けんのだいじょうぶだぁ 冬のスペシャル（2月16日、フジテレビ）
- 火曜エンタテイメント!「志村けんのぶらり下町探検隊」（3月9日、テレビ東京）
- ウケウリ!!（4月2日 - 2011年9月30日、日本テレビ）
- 志村軒（4月 - 2012年3月、フジテレビ） - レギュラー

2011年
- 志村けんのだいじょうぶだぁ
  - 新春!笑いの福袋大放出スペシャル（1月6日）
  - バレンタインプレゼントスペシャル（2月8日）
  - 笑顔でがんばろうスペシャル（9月6日）
- 秋葉系アイドルチャンネル（2011年2月27日 - ？、BS11）- MC
- 志村けんのバカ殿様 がんばろう日本スペシャル（10月6日）
- アリなし〜アリケン★ゴールデンスタジアム〜（8月13日、テレビ東京）
- 恋愛成就バラエティー 「幸せになりたいの(しあなり)」（8月6日 - ？、TOKYO MX）

2012年
- 森下悠里＆虹鱒のニコジョッキー（10月1日 - ？、ニコジョッキー）
- 今夜もドル箱（？年ゲスト、テレビ東京）

2013年
- 有吉ジャポン（第28回、6月）
- AKB子兎道場（12月20日、テレビ東京）

2014年
- ダイアモンド☆ユカイのThe MONDO Times（11月6日 - ？、MONDO TV） - 秘書[40]

2015年
- ヨソで言わんとい亭〜ココだけの話が聞ける（秘）料亭〜 （3月27日、テレビ東京）
- 肉食女子部（10月 - 2016年3月）

2017年
- あなたといく 酒と温泉ふたり旅2（第10・12回）

### CM
- JobAIDEM（2004年）
- グッドウィル mobaito.com（2006年）
- アニメ プリンセスラバー!のDVD リムジン編 ラーメン編 DVD購入編（2009年）[41]

### 舞台
- MEN&MAN〜男たちのSADAME（運命）〜（2009年2月4日 - 8日、恵比寿・エコー劇場） - 杉谷友里香 役
- MEN&MAN〜男たちの想い〜（2009年9月19日 - 23日、恵比寿・エコー劇場） - 杉谷友里香 役
- ブレイクスルー JAPAN 2010 舞台「秘蜜。」（2010年8月13日、SPACE107） - 森下悠里（本人）
- DMM.yell presents 舞台「熱いぞ!猫ヶ谷!!」（2016年3月16日 - 20日、品川プリンスホテル クラブeX） - 小曽根先生

### ラジオ
- テリー伊藤のフライデースクープ そこまで言うか!→金曜ブラボー。「街角ステーション 噂を求めてどこまでも」（ニッポン放送、2012年10月5日 - 2017年10月13日） - リポーター担当
- 森下悠里のホームシアター!!（ニッポン放送、2013年11月 - 2014年1月15日）

### 雑誌・新聞
- 日刊ゲンダイ @失礼します（2005年8月 株式会社日刊現代）
- 週刊実話 インタビュー（2005年）
- DOPE 表紙（2005年11月 KKベストセラーズ）
- HIP&LIP 表紙（2005年11月 ワニマガジン）
- sabra（2005年11月 小学館）
- フラッシュエキサイティング 表紙・巻頭グラビア（2005年12月 光文社）
- BREAKMax IDOLSTATION（2008年2月 コアマガジン）

### 広告
- SKECHERS FUSION 各ファッション誌

### その他メディア
- ウェブサイト スクランブルエッグ on the Web 表紙モデル&Recommended Eggs（2006年1月）
- 携帯サイト @失礼します（2005年8月 - ）
- 携帯サイト 日刊アイドルニュース連載 悠里のDVDチェキ（2005年8月 - ）
- 携帯サイト モバイル原宿*表参道（2005年）

## 作品

### ソロCD
| 枚  | 発売日         | タイトル                             | 規格品番 |
| --- | -------------- | ------------------------------------ | -------- |
| 1st | 2007年7月25日  | ゆうりずむ〜セクシー★遊戯〜          | CYCF-17  |
| 2nd | 2007年10月10日 | ゆうりセンセーション〜セクシー台風〜 | CYCF-27  |

| 枚  | 発売日        | タイトル                            | 規格品番     | オリコン 最高位 |
| --- | ------------- | ----------------------------------- | ------------ | --------------- |
| 1st | 2008年2月20日 | ゆうりのあるばむ〜スキスキ大スキ!〜 | GYZL-10008/9 |                 |

### 音楽CD
- GIRLS'PARTY SUPER BEST（2007年12月12日、GIRLS'PARTY）

### その他楽曲
- 「ROPPONGI DREAM〜W REMIX〜」TOMORO feat.加弥乃,梅本静香,多岐川華子,桜のどか,岸明日香,森下悠里（2015年12月12日）

### イメージDVD
| 発売日   | タイトル                                                                          | 規格品番   | メーカー                   | 備考                                                                            |
| 2005年   | 2005年                                                                            | 2005年     | 2005年                     | 2005年                                                                          |
| -------- | --------------------------------------------------------------------------------- | ---------- | -------------------------- | ------------------------------------------------------------------------------- |
| 11月25日 | 日刊ゲンダイ@失礼しますVol.3 森下悠里                                             |            | ソニマ                     |                                                                                 |
| 2006年   |                                                                                   |            |                            |                                                                                 |
| 2月24日  | 白昼夢                                                                            | BKDV-00150 | ぶんか社                   |                                                                                 |
| 5月13日  | 非現実派宣言                                                                      | TJCB-10005 | ビーエムドットスリー       |                                                                                 |
| 7月21日  | 恋愛遊戯                                                                          | TSDV-41064 | 竹書房                     |                                                                                 |
| 10月20日 | ゆーりずミックス                                                                  | JMDV-129   | 日本メディアサプライ       |                                                                                 |
| 2007年   |                                                                                   |            |                            |                                                                                 |
| 1月20日  | 恋吐息                                                                            | LCDV-40247 | ラインコミュニケーションズ |                                                                                 |
| 4月6日   | 恋愛神話                                                                          | TSDV-41119 | 竹書房                     |                                                                                 |
| 6月22日  | 月刊 森下悠里                                                                     |            | イーネット・フロンティア   |                                                                                 |
| 8月1日   | エロカワビキニvol.1〜森下悠里・堀井美月・加藤美穂〜                               | STGD-002   | K21                        |                                                                                 |
| 9月21日  | YOGA-MAX                                                                          | DGL-002    | イーネット・フロンティア   |                                                                                 |
| 11月14日 | 秘めごと。                                                                        | SSBX-2234  | ソニーミュージック         |                                                                                 |
| 12月24日 | 仲村悠里&森下みう                                                                 | IDOL-037   | アイアップ                 |                                                                                 |
| 12月24日 | 森下みう&仲村悠里                                                                 | IDOL-038   | アイアップ                 |                                                                                 |
| 2008年   |                                                                                   |            |                            |                                                                                 |
| 1月20日  | 誘惑-Yu-WaKu-                                                                     | LCDV-40296 | ラインコミュニケーションズ |                                                                                 |
| 1月20日  | 受諾-Ju-DaKu-                                                                     | LCDV-40297 | ラインコミュニケーションズ |                                                                                 |
| 4月18日  | 僕の悠里                                                                          | FOEN-001   | フォーサイド・ドット・コム |                                                                                 |
| 6月18日  | DVDをあなたがプロデュース ねぇ、なに着てほしい?〜コスプレ編〜                     | NPEF-001   | ネットプライス             | 松金洋子との共演作                                                              |
| 6月18日  | DVDをあなたがプロデュース ねぇ、なにしてほしい?〜僕の恋人編〜                     | NPEF-002   | ネットプライス             | 松金洋子との共演作                                                              |
| 7月25日  | 悠里白書                                                                          | ENFD-5092  | イーネット・フロンティア   |                                                                                 |
| 8月8日   | のらねこ かでなれおん&WILD CATS（森下悠里・中村知世・秋山優） 沖縄より愛をこめて♥ | DSTD-2874  | 東映ビデオ                 | 映画『秘密潜入捜査官 ワイルドキャッツ in ストリップ ロワイアル』関連イメージDVD |
| 8月8日   | のらねこ 森下悠里&WILD CATS（かでなれおん・中村知世・秋山優） 沖縄より愛をこめて♥ | DSTD-2875  | 東映ビデオ                 | 映画『秘密潜入捜査官 ワイルドキャッツ in ストリップ ロワイアル』関連イメージDVD |
| 9月21日  | のらねこ 中村知世&WILD CATS（かでなれおん・森下悠里・秋山優） 沖縄より愛をこめて♥ | DSTD-2876  | 東映ビデオ                 | 映画『秘密潜入捜査官 ワイルドキャッツ in ストリップ ロワイアル』関連イメージDVD |
| 9月21日  | のらねこ 秋山優&WILD CATS（かでなれおん・森下悠里・中村知世） 沖縄より愛をこめて♥ | DSTD-2877  | 東映ビデオ                 | 映画『秘密潜入捜査官 ワイルドキャッツ in ストリップ ロワイアル』関連イメージDVD |
| 10月17日 | 悠里にゃんの恩返し                                                                | FOEN-041   | フォーサイド・ドット・コム |                                                                                 |
| 12月15日 | 4 Pieces BOX                                                                      |            | ラインコミュニケーションズ |                                                                                 |
| 2009年   |                                                                                   |            |                            |                                                                                 |
| 1月20日  | おいしいユウリ                                                                    | LCDV-40354 | ラインコミュニケーションズ |                                                                                 |
| 1月20日  | はたらくユウリ                                                                    | LCDV-40355 | ラインコミュニケーションズ |                                                                                 |
| 5月22日  | 悠里ツアー                                                                        | TSDV-41229 | 竹書房                     |                                                                                 |
| 8月7日   | 悠里のa love marriage                                                             | DSTD-2869  | 東映ビデオ                 |                                                                                 |
| 11月27日 | 月刊 森下悠里II                                                                   |            | イーネット・フロンティア   |                                                                                 |
| 2010年   |                                                                                   |            |                            |                                                                                 |
| 3月26日  | 黒百合                                                                            | SBVD-0069  | 彩文館出版                 |                                                                                 |
| 6月18日  | 愛吐息                                                                            | ENFD-5226  | イーネット・フロンティア   |                                                                                 |
| 10月25日 | ポールダンス                                                                      | OME-085    | エアーコントロール         |                                                                                 |
| 2011年   |                                                                                   |            |                            |                                                                                 |
| 1月28日  | ゴージャス                                                                        | TSDV-41323 | 竹書房                     |                                                                                 |
| 3月25日  | 骨まで愛して                                                                      |            | イーネット・フロンティア   |                                                                                 |
| 4月27日  | 秘密小説                                                                          |            | 晋遊舎                     |                                                                                 |
| 8月25日  | ボクの彼女 森下悠里                                                               | OME-104    | エアーコントロール         |                                                                                 |
| 11月22日 | 彼女の事情                                                                        | TRID-197   | トリコ                     |                                                                                 |
| 2012年   |                                                                                   |            |                            |                                                                                 |
| 2月20日  | めまい                                                                            | LCDV-40506 | ラインコミュニケーションズ |                                                                                 |
| 6月20日  | 恋愛体質                                                                          | GUILD-005  | ギルド                     |                                                                                 |
| 10月25日 | You Real                                                                          |            | エアーコントロール         |                                                                                 |
| 2013年   |                                                                                   |            |                            |                                                                                 |
| 1月25日  | 官能小説                                                                          | STFJ-041   | M.B.D.メディアブランド     |                                                                                 |
| 4月30日  | Reborn                                                                            | SPG-11     | イベントページ             |                                                                                 |
| 12月13日 | 月明かりの情熱                                                                    | MMR-327    | スパイスビジュアル         |                                                                                 |
| 2014年   |                                                                                   |            |                            |                                                                                 |
| 7月17日  | 愛ゆえに                                                                          | ENFD-5568  | イーネット・フロンティア   |                                                                                 |
| 12月18日 | 恋愛情事                                                                          | GUILD-090  | ギルド                     |                                                                                 |
| 2016年   |                                                                                   |            |                            |                                                                                 |
| 2月25日  | 恋愛クリニック                                                                    | OME-239    | エアーコントロール         | 共演：田所ミカ、倉田夏希、栗崎結衣、優希美奈                                    |
| 3月25日  | ゆーり姉さん                                                                      | OME-240    | エアーコントロール         |                                                                                 |
| 2017年   |                                                                                   |            |                            |                                                                                 |
| 1月27日  | 貴方のために…                                                                     | MIST-042   | M.B.Dメディアブランド      |                                                                                 |
| 7月20日  | 秘密交際                                                                          |            | ギルド                     |                                                                                 |

### 写真集
- 秘めごと。（2007年11月14日、学研、撮影：小塚毅之）ISBN 978-4-05-403528-7
- Digi+KISHIN magazine森下悠里(SHOGAKUKAN Visual MOOK)（2008年2月、小学館、撮影：篠山紀信）ISBN 978-4-09-103218-8
- 月刊 森下悠里(SHINCHO MOOK 101)（2008年4月、新潮社、撮影：設楽茂男）ISBN 978-4-10-790185-9
- ZERO（2008年5月、ブックマン社、撮影：所幸則）ISBN 978-4-89308-688-4
- 流出（2008年9月4日、ワニブックス、撮影：IWATA）ISBN 978-4-8470-4124-2
- LOVE DOLL(サブラDVDムック)（2009年1月、小学館、撮影：渡辺達生）ISBN 978-4-09-103068-9
- 月刊 森下悠里II nuida!(SHINCHO MOOK 120)（2009年8月、新潮社、撮影：沢渡朔）ISBN 978-4-10-790205-4
- クイーンズブレイドTHE LIVE 冥土へ誘うものアイリ 森下悠里EDITION（2009年10月7日、ホビージャパン、撮影：関純一）ISBN 978-4-89425-940-9
- 森下悠里DVDムック(Gakken Mook)（2009年12月15日、学習研究社、編集：BOMB編集部）ISBN 978-4056057539
- 月刊NEO 森下悠里（2012年4月23日、イーネット・フロンティア、撮影：宮澤正明）ISBN 978-4862058669

### 書籍
- 本日の森下悠里 悠里の今日はこんな感じ☆レポート☆（2008年3月15日、ベストセラーズ）ISBN 978-4-584-13064-3

### カレンダー
- 森下悠里 2012年カレンダー（2011年）
- 森下悠里 2014年カレンダー（2013年）

### 電子書籍
- 肉食女子部写真集
- 森下悠里 心奪われる美貌
- 全巻収録308枚 森下悠里 BEST vol.1
- THE 白水着☆森下悠里
- 極上☆グラビアガールズ 森下悠里 -SPECIAL BODY-
- 極上☆Queen’s Carnival 森下悠里
- 極上OL社内教育 森下悠里
- このバストおさまりきらない!! 森下悠里
- ゆうりずむ〜セクシー遊戯〜
- ゆうりのあるばむ〜スキスキ大スキ!〜
- 僕の悠里
- 悠里にゃんの恩返し
- 危険なDr.森下悠里
- 官能ナースクリニック
- 可愛い女子はここにいた! 森下悠里
- Venus!彼女の事情 森下悠里
- 夫には内緒ね 森下悠里
- 奥様の誘惑ボディー 森下悠里
- 恋愛体質 森下悠里デジタル写真集Vol.1、2
- ゆーりずミックス
- 悠国〜森下悠里〜
- 恋愛情事＜上＞＜下＞
- RAINBOW WOMAN
- LoveLife
- love potion
- 悠情
- めまい
- Deadlock
- 白い誘惑
- 森下悠里写真集 黒百合
- 森下悠里1 [SHINOYAMA .NET Book]
- 森下悠里2 [SHINOYAMA.NET Book]
- 咲き誇る美しい花
- 妄想彼氏 森下悠里 -デート編-
- 魅惑の女教師
- 未亡人の悠里
- magnetic G 森下悠里 complete1
- magnetic G 森下悠里 complete2
- magnetic G 森下悠里 私の蜜を吸ってください
- magnetic G 森下悠里vol.1 - 4
- 黒いワンピースの水着（2007年8月21日配信開始 アイアップ）
- ストライプのセクシーワンピース（2007年11月12日配信開始 アイアップ）
- 白いワンピース&インタビュー（2007年9月25日配信開始 アイアップ）
- 赤いビキニ（2007年9月25日配信開始 アイアップ）
- 森下悠里写真集「恋吐息」（2007年6月28日配信開始 ラインコミュニケーションズ）
- @misty 森下悠里デジタル写真集（2007年11月16日配信開始 ミスティ）

## その他

### コラム
- 週刊実話「リレーコラム 姫ゴコロ」